# 主婦の店
主婦の店（しゅふのみせ）は、日本のスーパーマーケットの店舗名などにつけられた名称。

## 主婦連が選定した「主婦の店」
奥むめおの主婦連合会（主婦連）が1949年より開始した「主婦の店」選定運動にて、「主婦の店マーク」が贈呈された店舗のこと。「主婦の店」選定運動とは、品質・衛生面・サービス等信頼のおける「主婦の店」を選ぶ運動で、これによる物価値下げを期待した。物価庁がバックアップし、東京都内の区・市役所および町・村役場を通して投票するシステムで、47万人が投票に参加、857店が選ばれた。

## 主婦の店全国チェーン
日本のスーパーマーケットの端緒である福岡県小倉市（現・北九州市小倉北区）の丸和フードセンター（現・丸和）の社長であった吉田日出男が、中小小売商の生協対策として1957年3月23日に設立したボランタリー・チェーン。吉田は「主婦の店運動」と銘打って全国を飛び回って提携を呼びかけ、この旗印の下で、売り場にレジスターが導入され、セルフサービスを採用したスーパーマーケットが、全国に展開された。シンボルマークとして「風車」を用いていたため、加盟企業のことを「風車系」と呼ぶこともある。
主婦の店全国チェーンは共同のテレビCMや、プライベートブランドの展開を行わないなど、あまり規模拡張施策を打たなかった。そのため、徐々にダイエーなど独自で全国展開を図る企業や、ニチリウグループやCGCグループ、オール日本スーパーマーケット協会（AJS）等にも同時に加盟し地区展開を図る企業、ダイエーグループやジャスコグループ（現在のイオングループ）などの大手流通企業グループ傘下に入る企業が多くなった。また、加盟企業と出店エリア協定を取交わしていなかったため、本来は中小小売商の生協対策であったはずが、加盟企業同士による出店競争が激化してしまう自己矛盾に陥る状態となり、終焉を迎えた。
主婦の店全国チェーンは1998年7月に解散したが、店舗ブランドやシンボルマークである「風車」を現在も使い続けている旧加盟企業もある。

### 解散後も店舗ブランドを継続使用しているスーパーマーケット
- 主婦の店さいち（宮城県）

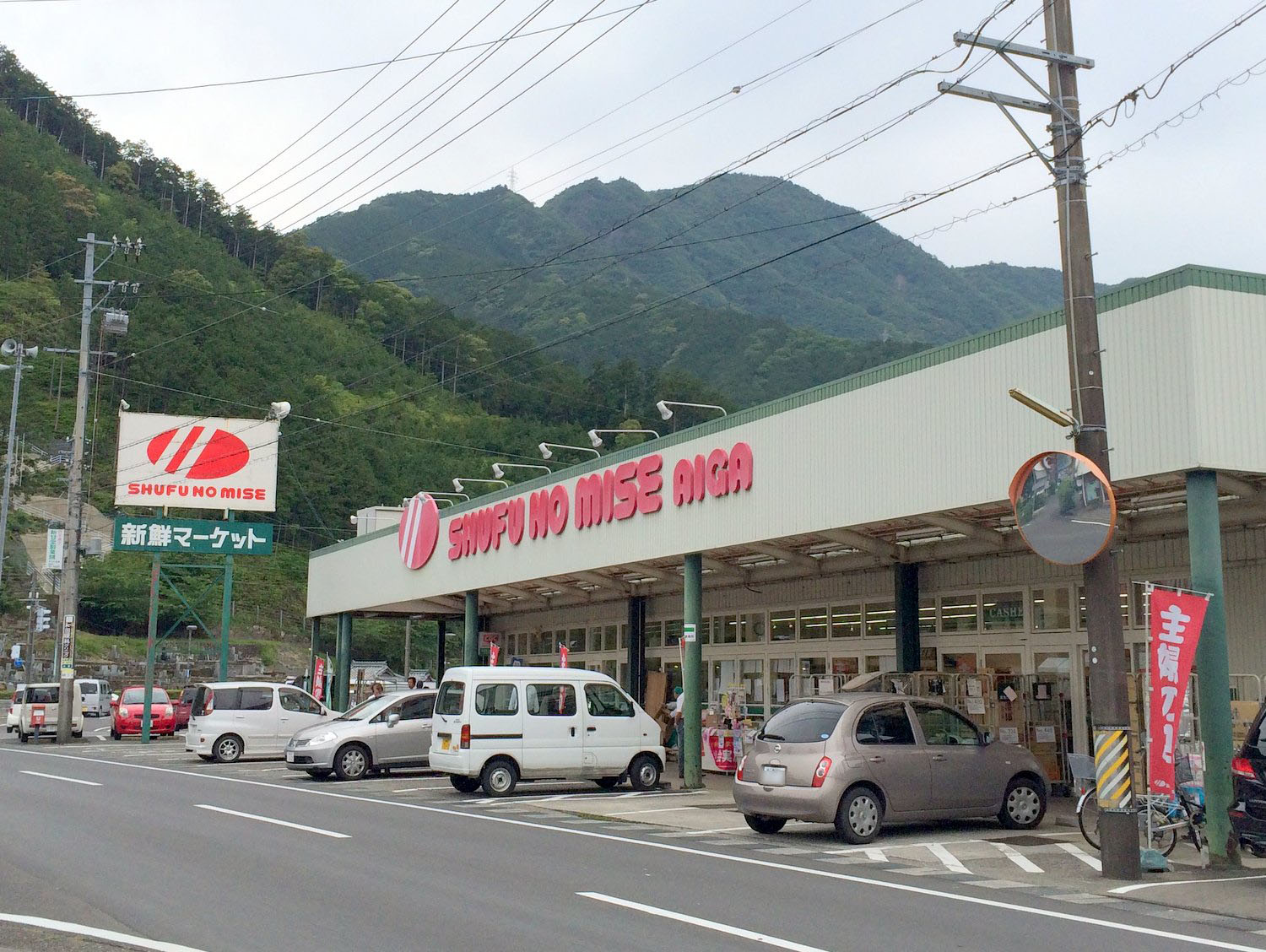
主婦の店尾鷲 相賀店

- 主婦の店鶴岡店（山形県） - 主婦の店全国チェーンのシンボルマークである「風車」を現在も使い続けているため「ふーしゃ」とも呼ばれる。
- 主婦の店アルス（東京都・埼玉県） - 現在は同じ主婦の店から派生したダイエーの子会社（現イオン子会社）であるビッグ・エーに転換されている。
- 主婦の店いずみ（東京都・千葉県） - 社名はスーパーいずみ。2006年2月よりトップグループに加入。
- FINEFOODS主婦の店（千葉県） - スーパーセンターレオなどを展開する宍倉の傘下。
- 主婦の店富塚店（静岡県）-　株式会社タカラ・エムシーが2010年8月に株式会社主婦の店と合併。多くはマムのブランドで展開する中、富塚店のみ主婦の店ブランドで営業[4]。
- スーパーチェン主婦の店中津川店（岐阜県） - 社名には「主婦の店」が残っているが、店舗名称としては「スマイル」を使用。
- 主婦の店尾鷲（三重県） - 尾鷲市に本拠を置き、同市・紀北町・熊野市・紀宝町で合計7店舗を運営[5]。
- 主婦の店アルファ（三重県）
- 主婦の店赤穂店（兵庫県） - 「主婦の店赤穂店」が社名[6]。「主婦の店」の店舗名で赤穂店、別所店など6店舗を運営。
- 主婦の店イズミ（兵庫県）- 同じ加西市内にあった主婦の店スーパーチェーン（後述：マックスバリュ西日本）北条店（移転後の北条プラザの核店舗）とは無関係。
- 全国チェン主婦の店鳴門東浜店（徳島県）

### かつて、店舗ブランドが「主婦の店」であったスーパーマーケット
- ダイエー - 黎明期に「株式会社主婦の店」（1959年 - 1962年）、「株式会社主婦の店ダイエー」（1962年 - 1970年）を社名とした[注釈 3]。
- サンシャインチェーン - 黎明期に「高知県主婦の店協同組合」（1962年 - 1963年）→「株式会社高知主婦の店本部」（1963年 - 1965年）→「株式会社高知主婦の店チェーン本部」（1966年 - 1986年）を社名とした。
- バロー - 開業時は「株式会社主婦の店」「主婦の店バロー」（1958年 - 1974年）を社名とした[注釈 4]。
- 一号舘 - 開業時は「株式会社主婦の店四日市店」（1958年 - 1964年）を社名とした。
- オークワ - 1959年開業の「主婦の店新宮店」を起源[7]とし、黎明期には「株式会社主婦の店オークワ」（1969年 - 1976年）を社名とした。
- マックスバリュ東海 - 前身の一つが「株式会社主婦の店」（1958年 - 1993年）を社名としていた。また、別の前身の一つが「株式会社白子主婦の店」（1962年 - 1971年）→「株式会社主婦の店」（1971年 - 1981年）→「株式会社主婦の店サンフーズ」（1981年 - 1991年）を社名としていた。
- フジ - 合併前の旧マックスバリュ西日本の前身の一つが兵庫県三木市に本社を置いていた「株式会社主婦の店スーパーチェーン」を社名とし同名店舗、後の「ベルショップ」ブランドの店名で三木市、加西市、西脇市、加東郡社町（現：加東市）などに直営店（三木店・北条店・西脇店・社店）を出店していた他、小野市にはFC店（小野店）も展開していた。
- イオン九州 - 合併前の旧マックスバリュ九州の前身の一つが佐賀県佐賀市に本社を置いていた「佐賀主婦の店」「主婦の店ハロー」（1958年 - 1992年）を社名としていた。
- ベルク - 1959年に埼玉県秩父地方で「株式会社主婦の店秩父店」として創業、成長期には秩父地方外へと進出を開始し「株式会社主婦の店ベルク」（1983年 - 1992年）を社名・ブランド名としていた。
- マイヤ - 1961年に岩手県大船渡市で「株式会社主婦の店大船渡店」として創業、1979年に「株式会社マイヤ」に社名変更。既存店も順次店名を変更。2014年からはマークスホールディングスの傘下。
- エーリスウエノ - 栃木県宇都宮市に拠点を置く旅行代理店。1957年に「主婦の店株式会社ウエノストアー」を創業し、スーパーマーケット事業を展開していた。後に「エーリスウエノ」に社名変更した。現在はスーパーマーケット事業からは撤退している。
- アクシアル リテイリング - 1959年、新潟県直江津市（現上越市）で「株式会社主婦の店直江津店」として設立、同市を中心にスーパーマーケットを展開し、のちに「ナルス」に商号を改称。2006年に同業の原信と経営統合し、原信ナルスホールディングス（現・アクシアル リテイリング）の子会社となった。
- 主婦の店サイトー - 新潟県西蒲原郡吉田町（現燕市）に存在したスーパーマーケット。同じ吉田町にあった衣料品店「サクライ」と共にニチイ傘下に入りショッピングセンター「ファミリーデパートよしだ」を開店。後に両社とも新潟ニチイに統合、店舗は「吉田サティ」となった後に撤退している。
- マルエス主婦の店 - 青森県弘前市に本部を置き、近郊地域で展開していた。2008年7月破産。一部店舗はユニバースへ事業譲渡され、店舗ブランド「Uマート」に変更し再開業。
- キョーエイ - 開業時は「株式会社徳島主婦の店」（1958年 - 1976年）を社名とした。
- カナエ[注釈 5] - 1927年、大阪市で衣料品の販売を目的に「安心屋」として創業。1961年には「主婦の店鶴見橋店」として法人化。1970年代に相次ぎ出店を行い、最盛期には「主婦の店鶴見橋店チェーン」として大阪市内南部を中心に11店舗を運営した。その後、店舗名を「カナエ」に改称するも経営難に陥り、1993年には開業の地であった鶴見橋から撤退。2006年に岸和田市を中心にスーパーマーケットを展開するサンエーに営業権を譲渡した。その後は不動産の賃貸収入を得る形態へと移行し立て直しを図ったものの、2009年に事業継続が困難となり破産が決定[8]、創業から80年余の歴史に幕を閉じることとなった。
- リベラルスーパーチェーン - 「リベラル」の店舗ブランドを用いて兵庫県淡路島で展開していたスーパーマーケットで、その前身が「淡路主婦の店」（1959年 - 1971年）であった。2014年に自己破産し、その直後にマルナカが3店舗を引き受けた。
- フレスタ - 広島県を中心に展開しているスーパーマーケットで、旧社名は「株式会社主婦の店ムネカネ」（1960年 - 1991年）だった。
- マルカワ -  かつて茨城県を中心に展開していたスーパーマーケット。1963年に主婦の店岩瀬店を創業、後に主婦の店マルカワに社名変更し独自で店舗展開を始める。2002年に民事再生法を適用し現在はカスミに営業譲渡。
- 主婦の店いしわたり（千葉県） - 2017年10月23日、特別清算手続開始決定（千葉地裁 事件番号：平成29年（ﾋ）第1003号）。2018年2月5日に法人消滅[9]。
- サンマート（岐阜県） - 旧主婦の店土岐店。2019年に事業を三河屋へ譲渡、翌年に自己破産。
- 主婦の店サンユー（福島県） - リオン・ドールコーポレーション傘下となったことから2009年に全店リオン・ドールに転換、2016年にリオン・ドールコーポレーション吸収合併された。